# 리본이끼과
리본이끼과(Metzgeriaceae)는 망울이끼강 리본이끼목에 속하는 우산이끼류과의 하나이다. 털보리본이끼(Apometzgeria pubescens), 긴털리본이끼(Metzgeria conjugata), 리본이끼(Metzgeria lindbergii
) 등을 포함하고 있다.

## 하위 속
- 털보리본이끼속 (Apometzgeria)[2]
- Austrometzgeria
- 리본이끼속 (Metzgeria)[2]
- Steereella
- Vandiemenia